# Западноафрикански театър
Западноафриканският театър е един от второстепенните театри на военни действия през Втората световна война.
Той обхваща френските владения в Западна и Централна Африка. След Компиенското примирие от 22 юни 1940 година, колонията Френска Западна Африка попада под контрола на Режима от Виши, докато по-голямата част от Френска Екваториална Африка е в ръцете на „Свободна Франция“. Съюзниците правят няколко ограничени опита да отнемат региона от Режима от Виши, най-съществени сред които са неуспешното нападение на Дакар през септември 1940 година и завземането на Габон месец по-късно. След завладяването на Магреб от Съюзниците, Френска Западна Африка преминава на страната на „Свободна Франция“.